# ホアンサ県
ホアンサ県（ホアンサけん、ベトナム語：Huyện Hoàng Sa / 縣黃沙）は、ベトナム社会主義共和国のダナン市に存在する行政区。パラセル諸島（ホアンサ諸島）がベトナムの法律上は当県に所属しているが、中華人民共和国の実効支配下にある。